# Christa Deguchi
Christa Deguchi   (Shiojiri (Nagano), Japó, 29 d'octubre de 1995) és una judoka japonesa, nacionalitzada canadenca, que competeix en la categoria de pes lleuger (actualment -57 kg). Ha participat en 1 Olimpíada, guanyant la medalla d'or als Jocs Olímpics de París. Aquesta victòria va representar la primera medalla d'or històrica en Judo per tot l'equip del Canadà. A més, ha guanyat 4 medalles (2 d'or) en els Campionats del Món i 5 medalles (3 d'or) en els Campionats Panamericans. El 2018 es va convertir en la primera dona canadenca en aconseguir una medalla en el Campionat del Món, quedant tercera a Bakú.
Deguchi va néixer i créixer a la prefectura japonesa de Nagano, filla de mare nipona i de pare canadenc. Tot i que va començar competint pel Japó, el 2017 va decidir fer un canvi i competir per l'equip canadenc.

## Trajectòria professional
| Jocs Olímpics        | Jocs Olímpics  | Jocs Olímpics | Jocs Olímpics |
| Any                  | Seu            | Posició       | Categoria     |
| -------------------- | -------------- | ------------- | ------------- |
| 2024                 | París          | 1             | -57 Kg        |
| 2024                 | París          | 2a ronda      | Equips mixt   |
| Campionat del Món    |                |               |               |
| 2018                 | Bakú           | 3             | -57 Kg        |
| 2019                 | Tòquio         | 1             | -57 Kg        |
| 2021                 | Budapest       | 5a posició    | -57 Kg        |
| 2022                 | Taixkent       | 1/8 final     | -57 Kg        |
| 2023                 | Doha           | 1             | -57 Kg        |
| 2024                 | Abu Dhabi      | 2             | -57 Kg        |
| Campionat Panamericà |                |               |               |
| 2018                 | San José       | 1             | -57 Kg        |
| 2019                 | Lima           | 1             | -57 Kg        |
| 2023                 | Calgary        | 1             | -57 Kg        |
| 2023                 | Calgary        | 3             | Equips mixt   |
| 2024                 | Rio de Janeiro | 2             | -57 Kg        |